# Campionati africani femminili di pallacanestro Under-20
I Campionati africani femminili di pallacanestro Under-20 (in inglese FIBA AfroBasket Women Under-20) erano una competizione sportiva continentale organizzata dalla FIBA Africa, la federazione africana della pallacanestro.
Si tratta di un torneo tra nazionali composte di giocatrici al di sotto dei 20 anni di età, la prima ed unica edizione si è svolta nel 2006, successivamente è stato soppresso.
I risultati del torneo del 2006 sono i seguenti:
| Campioni d'Africa Under-20 | Campioni d'Africa Under-20 | Campioni d'Africa Under-20 | Campioni d'Africa Under-20 |
| -------------------------- | -------------------------- | -------------------------- | -------------------------- |
| Egitto                     |                            |                            |                            |
| Posizione                  | Squadra                    | V/P                        |                            |
| 2.                         | Mali                       | -                          |                            |
| 3.                         | Senegal                    | -                          |                            |
| 4.                         | Sudafrica                  | -                          |                            |
| 5.                         | Angola                     | -                          |                            |
| 6.                         | Zambia                     | -                          |                            |